# Yukiko Inui
Pour les articles homonymes, voir Inui.
Yukiko Inui (乾 友紀子, Inui Yukiko) est une nageuse synchronisée japonaise née le 4 décembre 1990 à Ōmihachiman. Aux Jeux olympiques d'été de 2016 à Rio de Janeiro, elle remporte la médaille de bronze du duo avec Risako Mitsui et la médaille de bronze du ballet avec le reste de l'équipe japonaise.
Lors des Mondiaux 2022, elle remporte la médaille d'or du solo technique avec 92.8662 points. C'est la première médaille d'or du Japon en natation synchronisée aux Championnats du monde.